# 斑叶杜鹃
斑叶杜鹃（学名：Rhododendron punctifolium）为杜鹃花科杜鹃花属下的一个种。

## 扩展阅读
- 維基物種上的相關：斑叶杜鹃